# Alto Sona
Alto Sona (em francês: Haute-Saône) é um departamento da França localizado na região Borgonha-Franco-Condado. Sua capital é a cidade de Vesoul.	